# Казе Коцо (Павија)
Казе Коцо је насеље у Италији у округу Павија, региону Ломбардија.
Према процени из 2011. у насељу је живело 32 становника. Насеље се налази на надморској висини од 103 м.